# انسان کامل (کتاب)
انسان کامل کتابی مشتمل بر سلسله سخنرانی‌های مرتضی مطهری در رمضان سال ۱۳۵۳ تحت عنوان «انسان کامل» است که برای اولین‌بار در سال ۱۳۶۷ توسط انتشارات صدرا به چاپ رسیده‌است. شش جلسه اول این سخنرانی‌ها در مسجد جاوید (تهران) و بقیه در محل دیگری ایراد شده‌است و اکثر قریب به اتفاق مستمعین را دانشجویان تشکیل می‌داده‌اند.

## اطلاعات کتابشناختی
چاپ سی و هشتم کتاب در سال ۱۳۸۵ در قطع رقعی در ۳۳۰ صفحه توسط انتشارات صدرا به انتشار رسیده‌است.

## فهرست
1. انسان معیوب و انسان سالم
2. لزوم هماهنگی در رشد ارزش‌های انسانی
3. درد انسان از دیدگاه‌های مختلف
4. درد خداجویی در انسان
5. اجمال نظریات مکاتب مختلف دربارهٔ انسان کامل
6. انسان کامل از دیدگاه مکتب عقل
7. انسان کامل از دیدگاه مکتب عرفان و تصوف
8. نقد و بررسی مکتب عرفان
9. نقد و بررسی مکتب قدرت
10. مکتب محبت
11. نقد و بررسی نظریه مکتب سوسیالیسم
12. نقد و بررسی نظریه مکتب اگزیستانسیالیسم